# イズミ

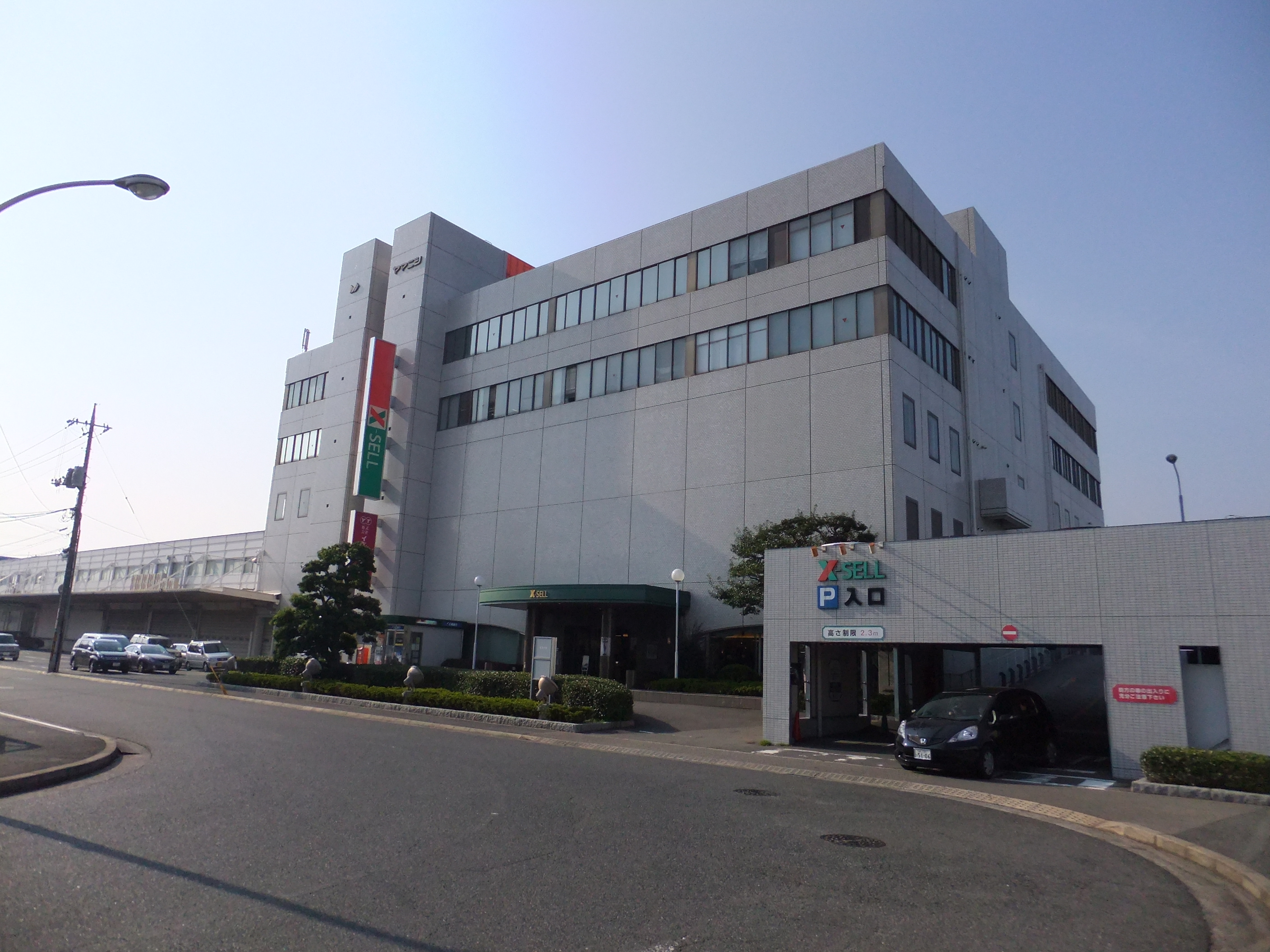
現・ヤマニシビル
館内にエクセルや泉美術館、
付属する流通棟にヤマニシの本社がある

株式会社イズミ（英: IZUMI CO.,LTD.）は、広島県広島市に本社を置くスーパーマーケットチェーンを展開する企業。衣類卸問屋の山西商店（やまにししょうてん）を母体に設立された。小型食品スーパーゆめマート・イズミ及び、総合スーパーまたは大型ショッピングセンターのゆめタウン、オープンモールのゆめモールを展開。2015年4月現在、156店舗を営業する。近年は九州地方でのM&Aを複数行い、西日本での勢力を拡大している。
なお同社と店名が似ている、近畿地方を地盤とするスーパーマーケットのイズミヤとは無関係である。

## 概要

1980年に制定されたロゴ（左）と、1995年から2015年まで使用されていたゆめタウンの2代目ロゴ（右）。

1946年（昭和21年）に山西義政が広島駅前で始めた闇市の屋台をルーツに持つ。1950年（昭和25年）に衣類卸問屋の山西商店を設立。山西商店の小売り部門として1961年（昭和36年）株式会社いづみを創業、広島市堀川町（現在の広島市中区新天地）にスーパー1号店の八丁堀店を開店する。社名は中国の古典である「孟子」の一節に由来しており、「わき出る泉のように生活の基盤となり、人々の暮らしを潤したい」との思いから制定された。1980年（昭和55年）6月にCIの導入で、商号を株式会社イズミに変更し、屋号も変更。
広島駅前の闇市をルーツとする卸売企業には、イズミのほかに四国を地場とするフジの母体になった十和（現・ヨンドシーホールディングス）があり、山西会長は新聞取材で「永遠のライバル」としている。
出店エリアはドミナント戦略に則り、原則として本社より2時間以内でいける範囲に出店している。また、スーパーマーケットの創業から2年後の1963年（昭和38年）に大阪へ進出したが、現地の嗜好に合わない品揃えで失敗。わずか4ヶ月で撤退した。それ以降、長らく中国地方での出店に専念し、九州地方への進出は1995年（平成7年）まで行われなかった。九州地方への出店に対し、地域に合わせた店舗形態にし、画一化にはこだわっていない。また、食料品や衣料品などの直営フロアを最小限にし、家具・電気製品・カジュアルファッションなどは、有力な専門の会社に任せる方針にしている。
2008年2月期で、中国地方で約50%、九州地方で約43%を売り上げている。その他、1998年に四国地方に出店したゆめタウン高松は、ゆめタウン一の売り上げ高になっている。2000年以降は、店舗が旧態化した中国地方に再び力を入れている。
ただ四国地方で2023年5月現在店舗があるのは香川県と徳島県のみであり､特に愛媛県は松山店をオープンさせたものの撤退(1968年-1977年)している｡さらには2000年代にも松山再上陸を計画するが地元の反発で断念した末に地場スーパーのフジが建つという目に遭っている。
1990年より大型ショッピングセンター「ゆめタウン」を展開開始。1995年からの九州地方の出店で、業績を急激に伸ばした。
1978年（昭和53年）に広島証券取引所と大阪証券取引所2部に上場。1986年（昭和62年）の大阪証券取引所1部への指定替えおよび東京証券取引所2部に上場を経て、1987年（昭和62年）に東京証券取引所1部に指定替えした。
1985年（昭和60年）の安古市店導入を皮切りに、1988年（昭和63年）までに、全店にPOSシステムを導入した。POSシステムの導入に関しては、同業他社に先行する形で行われた。
中国地方ではイオングループに匹敵する一大勢力になっており、両者の売上争いは「百年戦争」といわれるほどである。
2013年（平成25年）11月25日に、南区京橋町に置いていた本社を東区二葉の里に新築移転した。本社ビルは地上6階・地下1階建で、1階は店舗「ゆめマート二葉の里」、2階から6階がオフィスフロアで、イズミ本社および関連会社が入居している。2階には「イズミ史料館」がある。
2015年（平成27年）2月期の業績は、売上高5797億円（前期比で4.1%増）・営業利益303億円（同4.2%増）となり、それぞれ5期・3期連続で過去最高を更新した。大幅な営業減益となっている競合他社（総合スーパーやショッピングセンターで競合するイオンやイトーヨーカ堂など）と比べると、プライベートブランド商品を重視した価格訴求型の商品戦略ではなく、ナショナルブランド商品や地域に根ざした地場商品を中心にした価値訴求型の戦略が顧客からの支持を得ていると論評されている。
2018年4月5日、イトーヨーカ堂を展開するセブン&アイ・ホールディングスとの業務提携を発表。イトーヨーカ堂福山店を譲受しゆめタウン福山として再オープンさせたほか、仕入れの統合や輸入品、地域産品などの共同調達を行うとしている。なお、関西以東に店舗網を持つイトーヨーカ堂とは地理的に補完関係にある。
2019年5月9日、1974年より加入していたニチリウグループを一旦脱退することを発表。2020年2月20日をもって、プライベートブランド（PB）がそれまでの「くらしモア」から「セブンプレミアム」に変更されたが、2024年2月14日付けで再加盟以降は2つのPBを併売している。
2024年4月3日、西友との間で九州の69店舗を吸収分割により取得する契約を締結した。予定取得対価は785億円。これらの店舗は同年8月1日に同社からイズミ子会社のゆめマート熊本に継承された。なお、このM&Aはイズミグループとしては過去最大となる。
なお、宮城県仙台市にショッピングモールの仙台ゆめタウンがあるが当社とは関係ない。東日本に当社のゆめタウンがないため区別して言うことはない。

## 業態

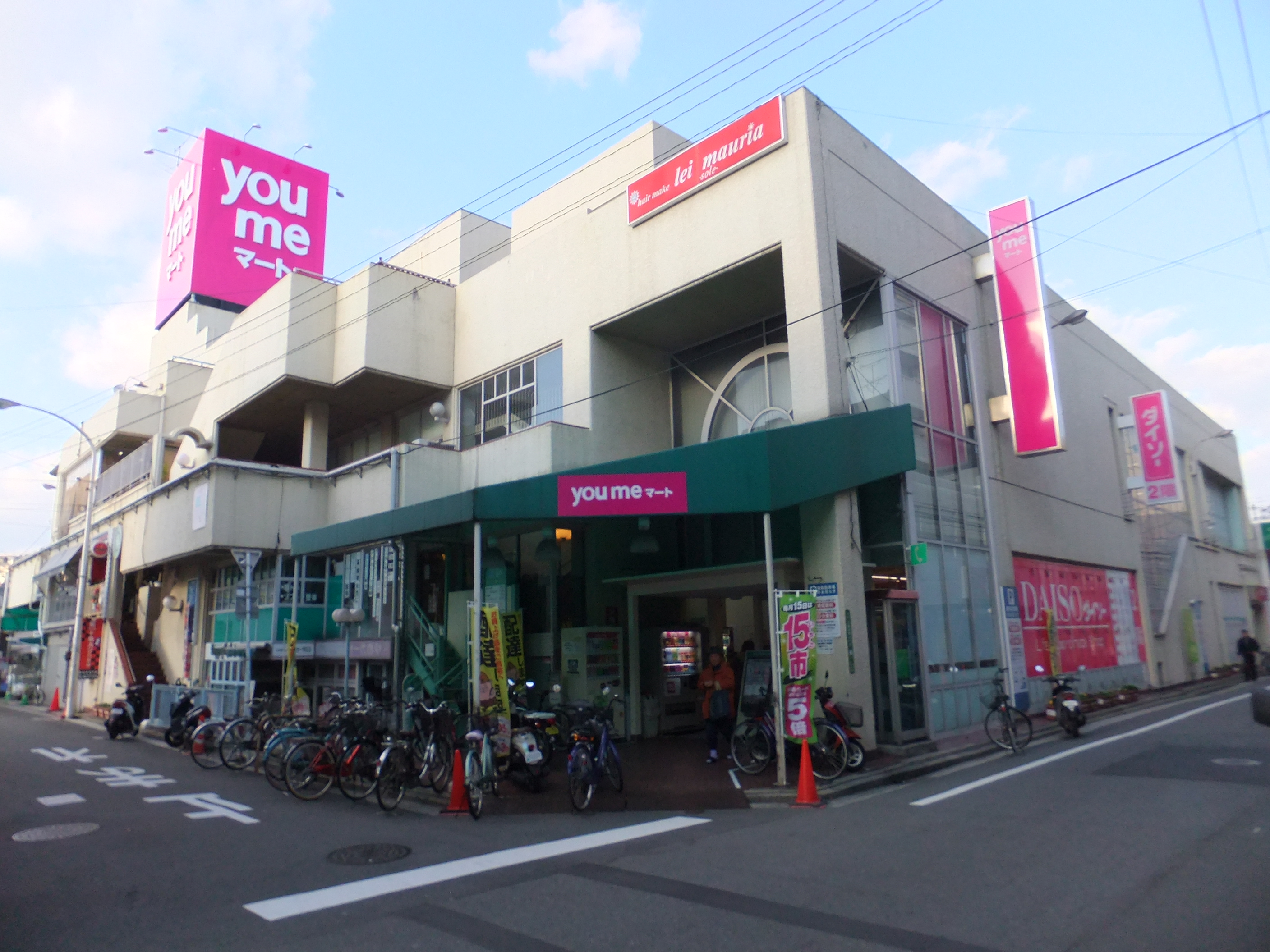
ゆめマート己斐

| ゆめタウン高梁（岡山県高梁市）ゆめタウン1号店  |  | ゆめタウン広島（広島市南区）SC型ゆめタウン  |
| ゆめタウン高梁（岡山県高梁市） ゆめタウン1号店 |  | ゆめタウン広島（広島市南区） SC型ゆめタウン |

ゆめタウン
総合スーパー（GMS）型の中商圏型店舗、大型ショッピングセンター（SC）型の大商圏型の2つの店舗形態をもつイズミの主力業態。
1990年6月14日にゆめタウン高梁を第1号店として開業し、東は兵庫県から南は熊本県まで67店舗を展開している。
「ゆめタウン」の名称は、前述のゆめタウン高梁を建設した備中開発、ゆめタウン長府を建設した長府商業開発など、イズミと提携した各地のデベロッパーのオーナーとイズミ社長の山西義政が協議し、経費節約を図りつつ各店の宣伝効果を高めるための統一ネーミングとして制定されたものである。
制定にあたり地域一番店としてのネーミングを考えるため電通に依頼し、同社から出された20数点の案の中から「ユーミータウン」（あなたと私の町）を選定、この英語表記である「you me town」を通称「ゆめタウン」として、店舗名は末尾に地名をつける形に決定したのが「ゆめタウン」展開の始まりである。
ゆめマート
小商圏型のスーパーマーケット（SM）。
元々はニコニコ堂から事業譲渡されたゆうあいマート（現・ゆめマート熊本）が2008年に「ニコニコドー」からリブランドしたものが最初である。2012年6月28日に直営店1号店となる小倉東店（福岡県北九州市小倉南区）を開店、2013年9月にはグループ内の小型店舗とDSイズミ業態を全て「ゆめマート」に統一した。後に傘下に加えたグループ企業の小型店舗も、広島県内の「ユアーズ」と徳島県内の「デイリーマート」を除いて「ゆめマート」に統一している。
こうした経緯から、以下の4社による運営体制をとっている。チラシも基本的に各運営会社単位で制作され、内容もグループ統一企画実施の場合を除き異なっている。
- 株式会社イズミ - 中国地方の小型店、四国・九州の一部新規開業店及びゆめタウンから転換した店舗
- 株式会社ゆめマート熊本 - 熊本県内の旧ニコニコドー店・ハローグリーンエブリー店・（広栄運営）エース店及び新規店舗1店舗。
- 株式会社ゆめマート北九州 - 福岡・大分・山口各県の旧系列ブランド店（スーパー大栄・丸和の全店舗を転換）
- 有限会社はなわ - FC店として可部（広島市安佐北区）・大町（広島市安佐南区）・安芸津（広島県東広島市）三次西・三次（広島県三次市）・柳井西（山口県柳井市）を運営

ゆめモール
ネイバーフッド型ショッピングセンター（NSC）業態。ゆめマートを核店舗とする。同業で言えばイオングループのイオンタウンに近い。
2013年11月14日に、第1号となるゆめモール下関が開業。
ゆめテラス
都市型GMS。ゆめタウン業態の機能の一つである「憩いの場・集いの場」に「利便性」を併せ持った業態。同業で言えば、イオングループのそよらとほぼ同等。
ゆめタウン祇園を建て替えて2023年11月1日に開業した、ゆめテラス祇園より順次展開開始。
LECT
広島市西区扇で2017年4月に開業した複合商業施設。詳細は当該記事を参照。
また子会社で、ユアーズ・アバンセ・デイリーマート・サニーを運営している。

### かつて展開していた業態
| イズミ己斐店（現・ゆめマート己斐）  |  | イズミ神西店（現・ゆめマート神西）  |  | イズミ可部中央はなわ店（現:ゆめマート可部）はなわが委託運営している  |
| イズミ己斐店 （現・ゆめマート己斐） |  | イズミ神西店 （現・ゆめマート神西） |  | イズミ可部中央はなわ店（現:ゆめマート可部） はなわが委託運営している |

イズミ
総合スーパーとして展開を開始した最初の業態。1号店の八丁堀店がいづみの名称で開業。当時のマークは、四つ葉のクローバーをモチーフとした物だった。1980年（昭和55年）6月にCIの導入で、イズミに改称し、マークを太陽をモチーフとした物に変更。1990年（平成2年）以降は、ゆめタウン業態の展開に合わせて制定された赤色の風船マークを掲げた店舗もあり、後述する可部中央店では現在も風船マークを用いている。
ゆめタウン登場までの主力業態であったが、大半の店舗は2000年代までにゆめタウンに順次転換し、ゆめタウン五日市やゆめタウン竹原など、大規模な駐車場を持たない中規模店舗を中心に存続していた。
2013年12月、大型の店舗はゆめタウン、小型の店舗はゆめマートにそれぞれ転換。
有限会社はなわが委託運営している可部中央店が2020年「ゆめマート可部」に転換したことで、「イズミ」の屋号を用いる店舗は消滅した。
ニューいづみ
みどりがフランチャイズ契約に基づき、1971年から1976年まで運営していた店舗。大竹店と戸坂店が存在した。フランチャイズ解消後は、旧来の商号『みどり』で営業した（戸坂店は1991年12月にディスカウントストア「ザ・ビッグ」に転換し、2024年現在イオングループの店舗として営業）。
アイマート
1982年に導入した小型店舗形態。
イズミマート

DSイズミ
津山店とうきは店のみ展開していたディスカウント型スーパーマーケット。DSとは、ディスカウントの略。津山店は、総合スーパーだった旧イズミ津山店をスクラップアンドビルドで転換した。
2013年12月に両店ともゆめマートに転換。
その他子会社にした会社はイズミ系の商標に変更するまでは、ニコニコドー・ハローグリーンエブリー・スーパー大栄・D&D・フレッシュ8・サンディ・エースなどの商標で運営していた。

## 沿革
| 1970年12月から1974年12月までいずみ本部が置かれた建物後、イズミの関連会社などの事務所として使われた  |  | 1974年12月から1981年3月までいずみ本部が置かれた建物後、イズミの関連会社などの事務所として使われた  |
| 1970年12月から1974年12月までいずみ本部が置かれた建物 後、イズミの関連会社などの事務所として使われた |  | 1974年12月から1981年3月までいずみ本部が置かれた建物 後、イズミの関連会社などの事務所として使われた |

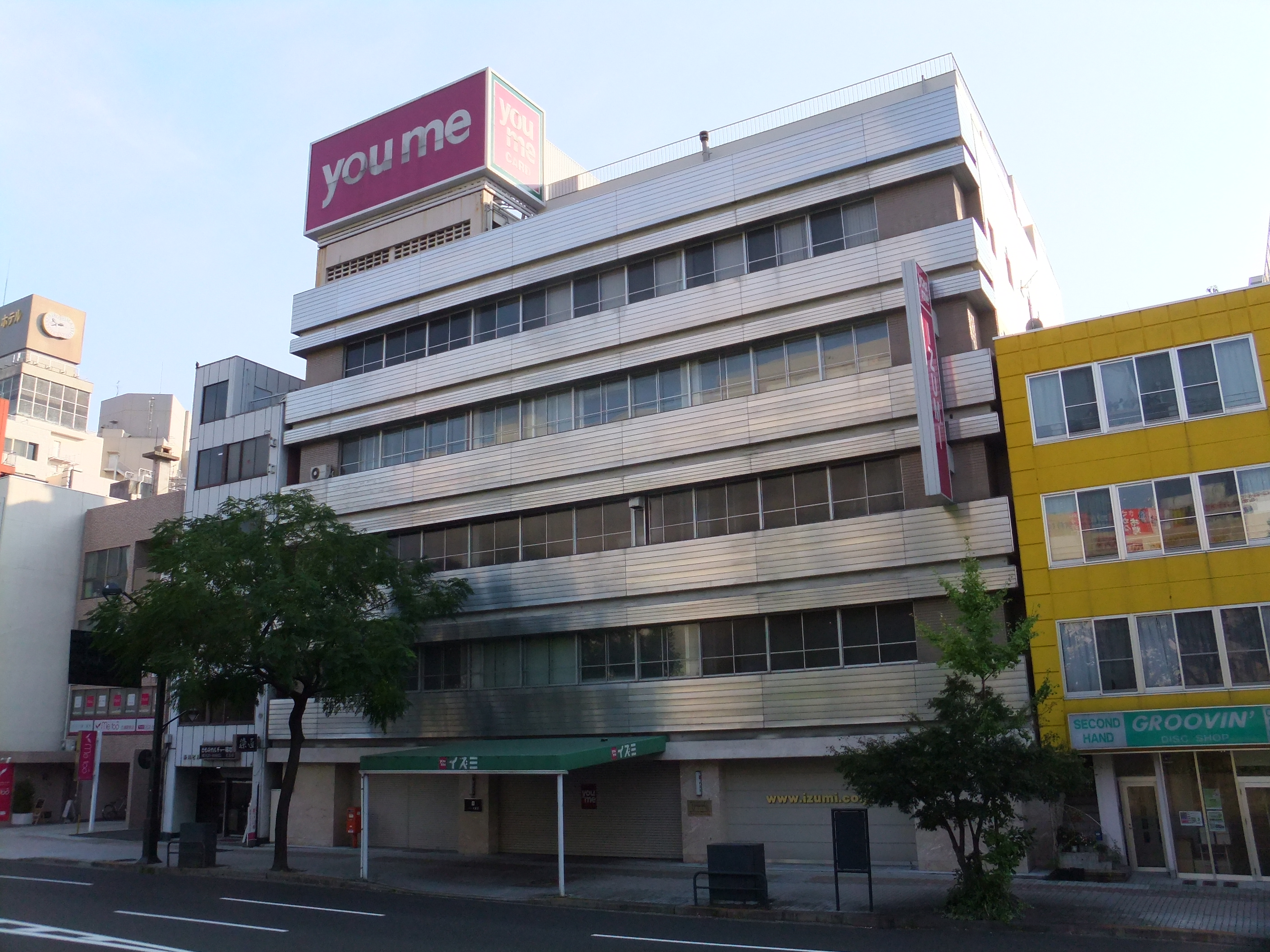
旧・ヤマニシビル
1964年からヤマニシの本部。
完成当時は店舗としても使われた。
1981年4月から2013年11月までイズミ本社として使用されていた建物

- 1946年（昭和21年） - 山西義政（現会長）が猿猴橋町で露店を始める[45][46]。
- 1950年（昭和25年）6月 - 衣類卸問屋「株式会社山西商店」を設立[45][46]。
- 1953年（昭和28年）6月 - 山西商店の本店を松原町に移転[45][46]。
- 1961年（昭和36年）
  - 10月27日 - 株式会社いづみ設立[46]。
  - 11月3日 - 1号店である、いづみ堀川店がオープン[46]。

後に、いづみ八丁堀店、イズミ八丁堀店へ改称後、1986年に広島初のファッションビルウィズワンダーランドに移行。2004年にヤマダデンキテックランド広島中央本店、2012年にドン・キホーテ広島八丁堀店になっている。
- 1964年（昭和39年）11月 - 「ヤマニシビル」として、現・イズミ本社ビルが竣工[45][46]。
- 1970年（昭和45年）12月 - ヤマニシビルの隣地に本部ビル完成。イズミ本部として1974年まで使用[47]。
- 1973年（昭和48年）3月 - 初の郊外店となる祇園店（のち、ゆめタウン祇園を経て現ゆめテラス祇園）オープン[48]。
- 1974年（昭和49年）12月 - 上織町に本部ビル完成。イズミ本部として1981年まで使用[48]。ニチリウグループに加入。
- 1977年（昭和52年）12月 - 日本チェーンストア協会に加入[48]。
- 1978年（昭和53年）10月 - 大証2部及び広島証券取引所に上場[6]。
- 1980年（昭和55年）6月 - 株式会社イズミに商号変更[6]。屋号もイズミに変更する[6]。
- 1981年（昭和56年）
  - 3月 - ヤマニシは商工センターの新社屋へ移転[6]。
  - 4月 - イズミ本部がヤマニシビルに移転[6]。旧本部ビルは、関連会社が使用する。
- 1983年（昭和58年）4月 - TQCを全社に導入する[49]。
- 1985年（昭和60年）
  - 6月 - 安古市店から順次POSの導入開始[49]。
  - 11月 - イズミ八丁堀店がファッションビルへ業態変換し、「ウィズワンダーランド」としてオープン[49]。
- 1986年（昭和61年）8月 - 東京証券取引所2部及び大阪証券取引所1部に上場する[49]。
- 1987年（昭和62年）
  - 9月 - 「aiカード」導入開始（後のゆめカード）[49]。
  - 12月 - 東証1部上場[49]。
- 1990年（平成2年）
  - 6月 -「ゆめタウン」形式のショッピングセンター1号店のゆめタウン高梁（岡山県高梁市）開店[50]。
  - 6月 -インポート事業の一環として株式会社エクセル設立[50]。
- 1991年（平成3年）2月 - 中国地方品質管理賞受賞[50]。
- 1993年（平成5年）3月 - 代表取締役社長に山西泰明、代表取締役会長に山西義政が就任する[50]。
- 1994年（平成6年）3月 - イズミ女子ハンドボール部始動[51]。
- 1995年（平成7年）3月23日 - 福岡県遠賀町にゆめタウン遠賀を開店、九州地方に初進出。
- 1997年（平成9年）4月 - 財団法人泉美術館開設[51]。
- 1999年（平成11年）
  - 10月 - 障害者雇用優良事業所として「厚生労働大臣表彰」受賞[52]。
  - 11月 - 男女機会均等推進企業として「広島女性少年室長賞」受賞[52]。
- 2001年（平成13年）6月 - 女子ハンドボール部をクラブチーム化。「ハンドボールクラブ・広島メイプルレッズ」になる[52]。
- 2002年（平成14年）
  - 6月 - 民事再生法適用を申請した熊本県の同業ニコニコ堂業務提携する[53]。
  - 8月 - ニコニコ堂より、大型店4店舗を営業継承[52]。
- 2004年（平成16年）
  - 1月 - マツモトキヨシと業務提携。イズミの店舗でマツモトキヨシのプライベートブランド商品を一部取り扱うようになる[54]。
  - 6月 - 女性の能力の積極的活用を評価され、均等推進企業表彰「厚生労働大臣優良賞」を受賞[55]。
- 2006年（平成18年）8月 - マツモトキヨシのフランチャイズに加盟[56]。
- 2008年（平成20年）9月1日 - 関連会社の再編に伴い、エクセルとゆめタウン熊本（前年にニコニコ堂と合併）を吸収合併[55]。
- 2012年（平成24年）10月13日 - JR広島駅新幹線口の二葉の里地区（東区）の再開発地域に新本社を着工することを発表[57]。
- 2013年（平成25年）
  - 10月25日 - イズミ新本社ビルが竣工[22]。地上6階、地下1階建て[22]。1階は「ゆめマート二葉の里」（11月1日開店）[23]、2階~6階が「イズミ本社オフィス」。
  - 11月14日 - 初のオープンモール型業態、ゆめモール下関が開店[35][58]。
  - 11月25日 - 本社を東区二葉の里に移転[59]。
  - 12月1日 - 「イズミ」業態である大半の小型店舗をゆめマート、大型店舗をゆめタウンにそれぞれ転換[60]。
- 2014年（平成26年）1月31日 - 北九州市の地場スーパーマーケットスーパー大栄と資本・業務提携すると発表[61]。
- 2015年（平成27年）
  - 1月15日 - 広島市西区草津港に建設していた広島物流センターが完成し、完成式[62]。
  - 2月12日 - 株式会社スーパー大栄を連結子会社化[63]。
  - 6月30日 - 広島県海田町に本社を置く株式会社ユアーズと資本業務提携を前提とした基本合意を締結[64][65]。
  - 9月1日 - ユアーズとの資本業務提携を正式契約[66]。
  - 10月13日 - ユアーズの第三者割当増資を引き受け、連結子会社化[67]。
  - 11月17日 - 徳島県美馬市に本社を置くスーパーマーケット株式会社デイリーマートの株式を取得し、完全子会社化[68]。
- 2016年（平成28年）2月18日 - 株式交換によりスーパー大栄を完全子会社化[69]。
- 2017年（平成29年）4月28日 - 複合商業施設「LECT」がオープン。
- 2018年（平成30年）4月5日 - セブン&アイ・ホールディングスとの業務提携を発表。
- 2019年（令和元年）
  - 5月9日 - 2020年2月20日をもってニチリウグループを一旦脱退することを発表。
  - 11月12日 - 香川県高松市に本社を置く株式会社マルヨシセンターと資本業務提携を契約[70]。
- 2021年（令和3年）11月3日 - 創業60周年を迎える。
- 2022年（令和4年）4月4日 - 東京証券取引所の市場区分の見直しにより市場第一部からプライム市場へ移行。
- 2024年（令和6年）
  - 2月14日 - ニチリウグループに再加盟[29]。
  - 2月15日 - ランサムウェアを使用したサイバー攻撃が発生。この影響により、各店舗での一部商品の品薄や新店舗のオープンが延期になるなどの被害が発生した[71][72]。
  - 4月3日 - 西友との間で九州の店舗を購入する契約を締結[31]。
  - 4月25日 - 中四国や兵庫に展開するフジ・ハローズの2社と「物流の2024年問題」をはじめとする物流の課題解決に対応することを目的に、賛同企業と連携し「中四国物流研究会」を発足することを発表[73]。
  - 8月1日 - 西友から九州の69店舗をイズミ子会社のゆめマート熊本に継承[31][32]。
- 2025年（令和7年）
  - 4月1日 - 副社長の町田繁樹が社長に、社長の山西泰明が会長に就任。町田は創業家以外で初の社長となる。

## 店舗

### 現行店舗
- 現在の最北端店舗：ゆめタウン斐川（島根県出雲市）
- 現在の最東端店舗：ゆめタウン丹波（兵庫県丹波市）
- 現在の最南端店舗：ゆめタウン八代（熊本県八代市）
- 現在の最西端店舗：ゆめタウン夢彩都（長崎県長崎市）

2024年8月現在。

### 過去に存在した店舗
イズミ50年史『挑戦の流儀』に基づいている。有限会社はなわに移管された店舗についても、直営での営業終了の形で記載している。

#### いづみ時代に開店した店舗
1980年6月のCI導入以前に「いづみ○○店」（特記を除く）として開店した店舗。閉店時期がCI導入後の場合は「イズミ○○店」として閉店している。広島市・岡山市の所在地については、出典の社史に合わせて区移行後にしている。
| 店名                   | 所在地                        | 開業年月日     | 閉店年月日     | 備考 |
| ---------------------- | ----------------------------- | -------------- | -------------- | --- |
| 八丁堀店               | 広島県広島市中区新天地        | 1961年11月3日  | 1986年8月24日  | いづみの1号店。のちにヤングショッピングモールのウィズワンダーランドとなり、2004年にはヤマダ電機テックランド広島中央本店になった。2012年にヤマダ電機は移転し、跡地はドン・キホーテとなる。現在もビルの所有者はイズミである。詳しくはウィズワンダーランド記事を参照。 |
| 本通り店               | 広島県広島市中区本通          | 1962年11月     | 1967年8月31日  | |
| 大阪店                 | 大阪府大阪市東住吉区田辺本町  | 1963年6月27日  | 1963年12月     | |
| 広島駅前店             | 広島県広島市南区松原町        | 1967年3月24日  | 2000年1月23日  | いづみ八丁堀店に続く大型店としてオープン。閉店後はフタバ図書GIGAとなる。ビル（広島産業センタービル）所有権はフタバ図書開店後も長く保持していたが、現在は広島資本の不動産会社2社の共同所有となっている。 |
| 松山いづみ             | 愛媛県松山市一番町            | 1968年3月18日  | 1977年1月      | 建物は1983年12月にラフォーレ原宿・松山が開業したが、建物の耐震問題で2008年1月に閉店となり、2013年10月16日から建物の解体工事が行われた。跡地では、ホテルや商業施設などの入る再開発ビルの建設が2014年4月23日に始まっている(→AEL MATSUYAMA)。 |
| 岡山店                 | 岡山県岡山市北区中山下        | 1969年9月27日  | 1989年9月      | 当初は福武興業（現・福武観光）が所有する福武ビル（現・福武ジョリービル）に入居し、1975年に黒住教が所有する黒住ビルに移転した。閉店後はイズミ系ファッションビルfitzとなった。fitzとなっても地下1階に食料品売り場だけが残っていた。fitzが閉業して天満屋が経営するLOTZになった時に改装されて食料品売り場が閉店した。 |
| 呉店（シティパルク店） | 広島県呉市中通                | 1970年10月25日 | 2008年5月31日  | 2004年のゆめタウン呉開店で地下の食品コーナーを除いてテナントビル化（シティパルク）。2008年6月以降は、近くのポポロを運営する会社が運営していたが、現在は閉店済であり、建物は既に解体されている。地下階には、はなわに運営譲渡した店舗があった。 |
| 岩国店                 | 山口県岩国市麻里布町2丁目1-21 | 1974年10月3日  | 2018年10月16日 | 老朽化に伴い閉店。詳しくは当該項目を参照。 |
| 府中（大通）店         | 広島県安芸郡府中町大通り      | 1976年4月8日   | 1999年10月24日 | 現在はユアーズ府中店。 |
| 西大寺店               | 岡山県岡山市東区西大寺上      | 1976年4月26日  | 2002年5月19日  | 両備ストアの両備サンモール西大寺店（現・リョービ・プラッツ西大寺店）の建物に入居。1階建ての建物を二つに仕切って、両備サンモール西大寺店とイズミ西大寺店の2店が営業していた。両備の店舗が食料品を主に扱うスーパーだったので、このイズミの店舗では食料品は扱っておらず衣料品を主に扱っていた。1990年代に建物の改築があり、改築後はリョービ・プラッツ西大寺店のビルの2Fにイズミ西大寺店が入居。（同フロアには書店、100円ショップなどの他テナントもあった）2000年代初頭にイズミが同ビルから撤退し、イズミ西大寺店閉店。イズミ西大寺店閉店後ビルの大規模な改装が行われ、イズミ西大寺店のあったフロアには現在、TSUTAYA岡山西大寺店とダイソーの2店が入居。 |
| 福山店                 | 広島県福山市三之丸町          | 1976年6月13日  | 1987年4月      | ファッションビルCASPAに移行。 |
| 吉島店                 | 広島県広島市中区光南          | 1977年8月19日  | 2003年9月30日  | 跡地はスパーク光南店。 |
| 津山店                 | 岡山県津山市伏見町            | 1978年12月6日  | 2009年2月12日  | 2010年11月5日、総合スーパーから食品スーパーへ転換したDSイズミ津山店としてオープン。 |

#### イズミに移行後に開店した店舗
1980年6月のCI導入後に「イズミ○○店」（特記を除く）として開店した店舗。
| 店名             | 所在地                           | 開業年月日     | 閉店年月日     | 備考 |
| ---------------- | -------------------------------- | -------------- | -------------- | --- |
| 手城店           | 広島県福山市手城町               | 1980年7月1日   | 1999年8月29日  | 現在はハローズ手城店。 |
| アイマート庚午店 | 広島市西区庚午中                 | 1982年6月5日   | 1986年8月31日  | イズミマート、イズミのフランチャイズ経営によるCoco'sを経て、跡地は現在びっくりドンキー庚午店。 |
| ウエストランド店 | 岡山県津山市二宮71               | 1982年6月      | 2019年9月30日  | 2020年2月16日のウエストランド閉館を前に閉店。これにより、直営のイズミ店は消滅した。 |
| 高陽店           | 広島県広島市安佐北区落合         | 1982年10月15日 | 1999年9月26日  | 跡地はパチンコ店ぴーランド。 |
| アイマート尾長店 | 広島県広島市東区尾長町           | 1983年1月6日   | 1994年4月10日  | 跡地は、スーパーヒサシー尾長店を経て建物は解体。その後、ファミリーマート尾長西店が出店、現在は閉店。 |
| 観音店           | 広島県広島市西区南観音           | 1983年4月25日  | 2006年10月12日 | 跡地は、スパーク空港通り店を経て、2017年4月に閉店・解体。現在はスズキアリーナ広島西。 |
| 東雲店           | 広島県広島市南区東雲本町         | 1985年4月5日   | 2003年6月27日  | 現在は、デイ・リンク東雲店。 |
| 中島店           | 広島県広島市安佐北区可部南       | 1986年7月24日  | 2002年6月27日  | はなわに運営譲渡。現在は、スパーク中島店。 |
| 湯田店           | 山口県山口市吉敷                 | 1987年3月1日   | 1999年10月17日 | デオデオ山口店を経て、現在はマンガ倉庫山口店。 |
| 佐方店           | 広島県広島市佐伯区三筋           | 1987年4月4日   | 2003年8月31日  | 現在は、スパーク佐方店。 |
| CASPA            | 広島県福山市三之丸町             | 1987年4月25日  | 2012年1月31日  | 現在、トモテツグループ、あなぶきグループ、キョーエイグループのの３社により、地上22階、地下1階の「北棟（事務所・マンション棟）」、地上10階の「事務所棟（中棟）」、地上13階、地下1階の「南棟（ホテル棟）」の３棟を建設し、1階・2階はすべて「商業施設」とする計画が行われている。2019年7月には既存建物の解体工事に着手し、2023年度に完成する予定。 |
| 防府店           | 山口県防府市八王子               | 1988年8月28日  | 1994年10月6日  | ゆめタウン防府の開店に伴い閉店。現在はゆめタウンの駐車場。 |
| fitz             | 岡山県岡山市北区中山下           | 1989年9月15日  | 2000年7月28日  | 現在は、天満屋と共同出資の「岡山LOTZ」になっている。 |
| 呉ハウディ店     | 広島市呉市中通                   | 1993年5月13日  | 2000年10月31日 | 山陽ジャスコの店舗を移管。のち、営業譲渡。 |
| 可部中央店       | 広島県広島市安佐北区可部         | 1993年11月30日 | 2002年10月31日 | はなわに運営譲渡、現:ゆめマート可部。 |
| 南浜店           | 山口県宇部市南浜町               | 1994年9月28日  | 2006年1月12日  | 2006年に業務提携を結んでいる丸久の運営するアルク南浜店。 |
| 神田店           | 岡山県倉敷市神田                 | 1995年7月19日  | 2010年7月27日  | ニシナに営業譲渡。 |
| 柳井西店         | 山口県柳井市大字柳井割詰         | 1995年7月19日  | 1999年2月28日  | はなわに運営譲渡。現在ははなわが運営する「ゆめマート柳井西」。 |
| 曙店             | 広島県福山市曙町                 | 1995年8月1日   | 2001年3月18日  | 閉鎖後はベルファニーを経て、フレスタ曙店 現在は解体されダイレックス福山曙店が建設中。 |
| 真備店           | 岡山県倉敷市真備大字川辺土井の内 | 1995年11月15日 | 2005年6月27日  | 2005年7月に仁科百貨店がニシナフードバスケット真備店を出店。 |
| 小野田店         | 山口県山陽小野田市大字西高泊     | 1995年11月22日 | 2000年10月31日 | 現在はアルク小野田店。 |
| 彦島店           | 山口県下関市彦島福浦町           | 1996年7月23日  | 2008年7月23日  | 現在はアルク彦島店。 |
| 大町店           | 広島県広島市安佐南区大町東       | 1997年7月22日  | 2003年1月31日  | はなわに運営譲渡現：ゆめマート大町。 |
| 鳥栖店           | 佐賀県鳥栖市轟木町               | 2003年9月      | 2013年6月2日   | ニコニコ堂が核店舗の鳥栖シティモールとして1994年10月に開店。2003年にゆめタウン熊本の店舗となり、2010年4月23日にスーパーセンターイズミ鳥栖店に移行。集客力が低下していることに加えて借地権契約が2014年2月で切れるため閉店。 |

#### ゆめタウン形態移行後に閉店した店舗
新形態誕生後に「ゆめタウン○○店」「ゆめマート〇〇店」（特記を除く）として閉店した店舗。
| 店名           | 所在地                       | 開業年月日     | 閉店年月日     | 備考 |
| -------------- | ---------------------------- | -------------- | -------------- | --- |
| ゆめマート安浦 | 広島県呉市安浦町中央3-1-11   | 1989年6月      | 2018年11月14日 | 2018年豪雨災害で水没。営業再開を目指していたが諸事情により閉店。                                                            |
| ゆめタウン宗像 | 福岡県宗像市田久二丁目1番1号 | 1999年11月     | 2020年8月23日  | LIXILに譲渡し改装後は、ビバモール赤間として、2021年3月9日にグランドオープンした。ゆめマート赤間として食品のみイズミが残存。 |
| ゆめタウン松永 | 広島県福山市柳津町1丁目5-7   | 1991年3月12日  | 2021年3月21日  | 現在はMEGAドン・キホーテ松永店。                                                                                            |
| ゆめマート久米 | 岡山県岡山市北区久米192      | 2018年11月6日  | 2021年11月14日 | |
| ゆめマート木太 | 香川県高松市木太町2442-1     | 2018年11月20日 | 2022年11月13日 | 現在はエースワン高松木太店。                                                                                                |
| ゆめタウン竹原 | 広島県竹原市中央5丁目2-1     | 1979年3月2日   | 2022年11月27日 | 老朽化に伴う閉店。 |
| ゆめタウン山陽 | 岡山県赤磐市下市４７３       |                |                | ゆめタウン山陽閉店後、ゆめモール山陽として再開店                                                                            |

### 出店予定の店舗
- ゆめモール那珂川 （福岡県那珂川市道善）- 2026年春
- ゆめタウン諫早（長崎県諫早市長野町）- 2026年秋

敷地面積：120,000m2・店舗面積∶48,000m2。店舗数は200店舗の予定。
長崎県内ではゆめタウン夢彩都に次ぐ2号店で、館内には映画館ができる予定である。

### 出店を断念した店舗

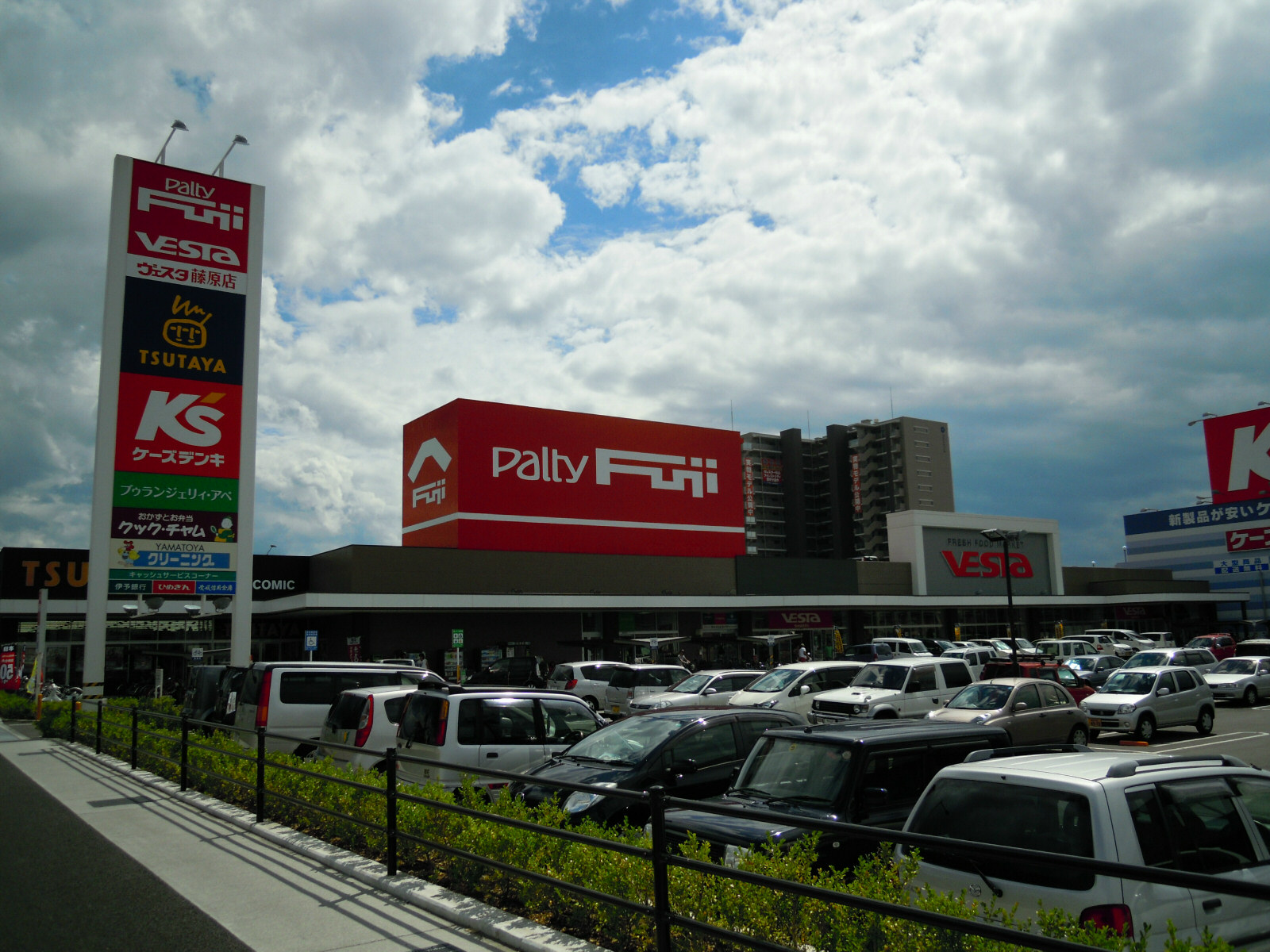
イズミが出店を断念したJT跡地にできたフジ藤原店とケーズデンキ松山藤原店

JT松山工場跡地出店計画
2005年3月にJT松山工場跡地にイズミが出店する計画が決定していたが、中心市街地の空洞化を懸念する商店街関係者の反対で2006年12月に中止となった。その計画の代わりとして、2007年4月25日に広島のデベロッパー・マリモが約53億円で落札し、同年7月に敷地約33,000m2のうち約10,000m2ずつをともに地場のスーパーフジとホームセンターダイキに売却したほか、2008年3月には残りの土地のうち半分を売却する方針が明らかになり、2009年1月に松山市医師会が医師会館建設用地として取得した。そしてマリモのマンション「ポレスター松山フォレストシティ」と地場スーパーのフジ（食品スーパーVESTAと同社運営のTSUTAYA）、ケーズデンキ（ダイキによる賃貸物件）などで構成される複合施設が建設された。

## 主要関連会社
- 株式会社ヤマニシ - 衣類の卸売業。イズミの母体企業（旧称『山西商店』）。
- 株式会社ゆめカード - クレジットカード事業。
- 株式会社ゆめマート熊本 - 熊本県熊本市東区に本社を置くスーパーマーケットチェーンで、かつてニコニコ堂が運営していた小型店舗と西友から継承したサニーを運営している。旧ゆうあいマート。
- 公益財団法人泉美術館 - ヤマニシビル5階で美術館を運営している。
- イズミ・フード・サービス株式会社 - 大阪王将・いしがまやハンバーグ・サーティワンアイスクリーム・ミスタードーナツとフランチャイズ契約を結び運営。また、たこ一番・お好み一番地・麺や一番・パスタトピザなどの自社開発ブランドの店舗をイズミが運営している施設内で運営。
- 株式会社イズミテクノ - 施設の維持・管理事業。
- 株式会社ゆめマート北九州 - 福岡県北九州市八幡西区に本社を置くスーパーマーケットチェーン。旧・スーパー大栄時代の2014年1月に業務提携[97]。2015年2月12日付けで連結子会社化[63]。2016年2月18日完全子会社化[98]。
- 株式会社ユアーズ - 広島県広島市東区に本社を置くスーパーマーケットチェーン。2015年4月に業務提携、子会社化[99]。2016年6月27日に本社を広島県海田町から広島市東区のイズミ本社ビルへ移転[100]。
- 株式会社デイリーマート - 徳島県に本社を置くスーパーマーケット。2015年10月15日に買収すると発表。11月17日付で完全子会社化した[101]。
- 株式会社ウオッチ・ビジネス・カンパニー - タイムタイムという屋号の店舗で、時計専門店を施設内で運営する会社[102]。

### 以前業務提携していた同業企業
2015年7月に、丸久・マルミヤストアが経営統合してリテールパートナーズを設立。同月中に業務提携を解消した。
- 株式会社丸久 - 山口県防府市に本社を置くスーパーマーケットチェーン。2005年10月に業務提携[103]。
- 株式会社マルミヤストア - 大分県佐伯市に本社を置くスーパーマーケットチェーン。2008年4月に業務提携[104]。

### かつて関連会社だった企業
- 株式会社エクセル - インポートショップを運営。2008年9月1日付けで吸収合併。現在は、イズミの一ブランドの形で運営されている。
- 株式会社ゆめタウン熊本 - ニコニコ堂が運営していた大型店舗を引き継いで運営していた会社。2008年9月1日付けで吸収合併。
- ポプラ株式会社 - 下着などを製造する関連会社（1963年1月設立・同名のコンビニエンスストアとは別）[6]。安芸郡府中町に工場を置いていた[補足 6]。最盛期は女性用パジャマの販売で日本国内で首位になったこともあるが、売却され[106]、小泉アパレルの関連会社になった[107]。
- 広島ココス - ココスジャパンとのフランチャイズ契約に基づき設立されたファミリーレストランの会社。1993年にサンデーサンに売却。
- 株式会社広栄 - 熊本市内においてスーパーマーケット「エース」を展開していた。店舗名は「youmeマート」に転換。2014年7月17日に完全子会社化。2015年9月1日付で、ゆめマートに吸収合併[108]。

また以前は、小僧寿しのフランチャイズにも加盟していた。

## 商品券
イズミが発行する商品券には額面1,000円と500円の2種類が存在し、釣り銭が出る。
また、次の各系列店等で利用できる。
- イズミ及びそのテナント
- ゆめタウン及びそのテナント
- ゆめマート及びそのテナント
- ゆめシティ及びそのテナント
- エクセル
- 三次サングリーン
- 紙屋町サンモール
- はなわ
- 呉中通商店街
- 岡山ロッツ（天満屋と共同運営の為、天満屋商品券と天満屋で使用可能な全国百貨店共通商品券も使用可能）

## プライベートブランド
食料品や日用品、衣料品ではセブン&アイ・ホールディングスの「セブンプレミアム」及び医薬品等でマツキヨココカラ&カンパニーの「matsukiyo」を取り扱っている。食料品や日用品で重複する商品はセブンプレミアムを優先して取り扱っているが、ニチリウグループ復帰に伴い「くらしモア」も併売している。
一部にゆめタウンのロゴを掲載したイズミのプライベートブランド商品も存在する。
2022年4月1日よりイズミの自社もしくはグループ会社のゆめデリカ製の惣菜に「Zehi」というブランド名を付けて販売している。

## テレビ番組
- 日経スペシャル ガイアの夜明け 巨大ショッピングモール新時代（2006年12月19日、テレビ東京）[111] - 新たな店舗開発の現場を取材。

## 提供番組
- OHKLive - 岡山放送におけるローカルスポンサー。（2021年10月1日 - ）
- 羽鳥慎一モーニングショー - 広島ホームテレビにおける金曜日ローカルスポンサー。（2021年10月 - ）
- めざましどようび - テレビ新広島における7:38～7:43頃ローカルスポンサー。（2021年4月3日 - ）
- RCCラジオ・チャリティー・ミュージックソン - 中国放送（RCCラジオ）におけるローカルスポンサー。「ゆめタウン・ゆめマート・LECT」名義となる。2008年から協賛スポンサーとして参加。広島県内の店舗で期間中に募金を受け付けている。
- RNCラジオ・チャリティ・ミュージックソン - 西日本放送（RNCラジオ）におけるローカルスポンサー。「ゆめタウン香川・ゆめタウン丸亀・ゆめタウン三豊」名義となる。2012年から協賛スポンサーとして参加。広島県内の店舗で期間中に募金を受け付けている。
- KBCラジオ・チャリティ・ミュージックソン - 九州朝日放送（KBCラジオ）におけるローカルスポンサー。
- RCC開局70周年広島大家族プロジェクト Nibakoスタジオ まち自慢ラジオ - 中国放送（RCCラジオ）におけるローカルスポンサーで、「ゆめタウン・ゆめマート・LECT」名義となる。（2022年4月16日 - 10月8日）

## その他
- 矢野靖二 - 元幹部社員、現大創産業社長。
- 伊藤雅俊 (1924年生の実業家) - イトーヨーカ堂創業者。山西義政が経営手法を学んだ。
- ダイタクの吉本拓 - 高校卒業後、ゆめタウン防府、その後ゆめタウン山口に配属。22歳まで勤めた後、双子の兄吉本大と共にNSC東京校に入学するため退職。
- イズミメイプルレッズ - 日本ハンドボールリーグ所属チーム（2001年に廃部後、クラブチームの広島メイプルレッズに移行され、2019年に再びイズミの実業団チームへ）。
- 広島東洋カープ - 広島地場の企業として支援を行っており、（新）広島市民球場開場の際にはマツダと命名権獲得を競った経歴を持つ（当該項参照）。
- サンフレッチェ広島 - 優勝した際に県内各店舗で優勝セールを開催するなどしていたが、2012年、2013年とサンフレッチェが連覇した翌年の2014年からは正式にユニフォームスポンサーとなった[112]。現在はトップチーム（プロ）の袖とU-18（ユース）U-15（ジュニアユース）の胸にゆめタウン名義で掲示している。
- 福岡ソフトバンクホークス - ホークスパートナーズ・ゴールドスポンサーに名を連ねている[113]。
- 阪神タイガース - ゆめタウン姫路に「阪神タイガースショップ」を開設するなど、関西地区で応援活動を行っている。

### 補足
1. ↑  2023年4月に阪急オアシスへの吸収合併に伴って法人格が消滅し、イズミヤ・阪急オアシスの店舗ブランドの位置づけとなっている。しかし、一部のゆめタウンにはかつてイズミヤのグループ企業だった株式会社ビーユーが運営する玩具店のペリカンが入居している他、イズミヤと提携していた島根県の地場系ショッピングセンター「ショッピングタウン グリーンモール」をゆめタウン江津と改称の上で経営権を取得したことがあった。
2. ↑  2013年11月現在でも『株式会社ヤマニシ』として現存している。
3. ↑  1986年（昭和61年）に広島初のファッションビル『ウィズワンダーランド』に転換。のちに2004年（平成16年）にヤマダデンキテックランド初の都市型店舗になり、2012年にヤマダ電機は移転、跡地はドン・キホーテとなる。現在もビルの所有者はイズミである。
4. ↑  2025年現在はイオンの傘下（イオングループ）となっている。
5. ↑  2013年10月26日開業の「ゆめタウン玉名」を含めて。
6. ↑  現在の「エディオン安芸府中店」の地[105]